# Chiara Costa
Chiara Costa (Roma, 29 maggio 1975) è una tiratrice a volo italiana naturalizzata senegalese.

## Biografia
Nata a Roma nel 1975, ha iniziato a praticare il tiro a volo nel 2007, a 31 anni. Da fine 2019 gareggia rappresentando il Senegal.
A 46 anni ha partecipato ai Giochi olimpici di Tokyo 2020, tenutisi nel 2021, grazie ad un invito dell'ISSF alla federazione senegalese, previo raggiungimento del punteggio minimo di qualificazione. Nella gara di skeet ha concluso 28ª con 108 punti, non riuscendo a qualificarsi per la finale, riservata alle migliori sei delle qualificazioni.
Nel 2023 è arrivata 42ª nello skeet ai Mondiali di Baku, mentre ai campionati africani del Cairo, ha vinto la medaglia d'argento nella gara di skeet a squadre, insieme ad Hassane Ramlaoui, chiudendo dietro alla coppia egiziana formata da Amira Aboushokka e Omar Hesham Seifallah Ibrahim.
Parallelamente all'attività sportiva, lavora come insegnante e giornalista.

## Palmarès

### Campionati africani
- 1 medaglia:
  - 1 argento (Skeet a squadre a Il Cairo 2023)